# Tetrámero

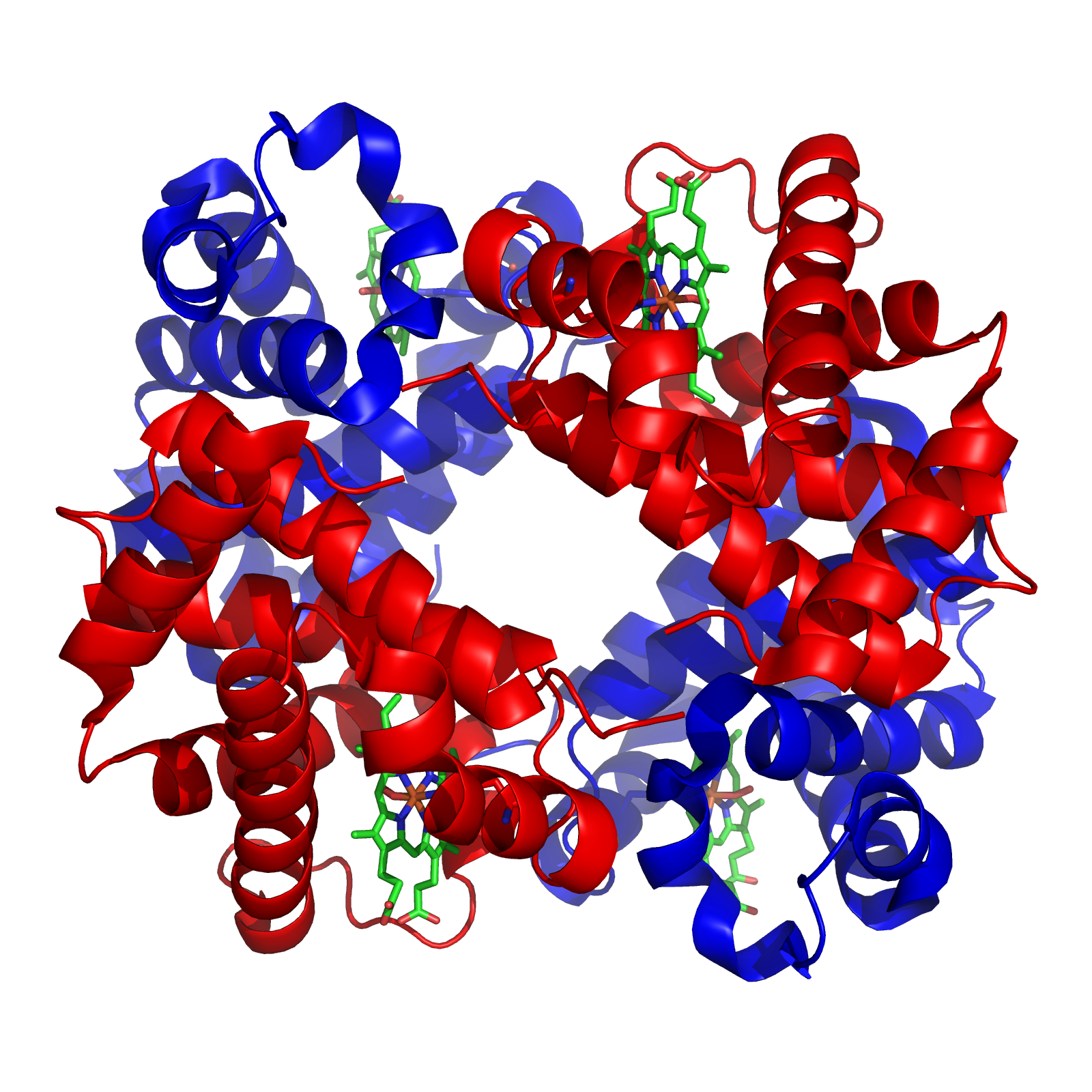
La hemoglobina es un tetrámero formado por cuatro subunidades.

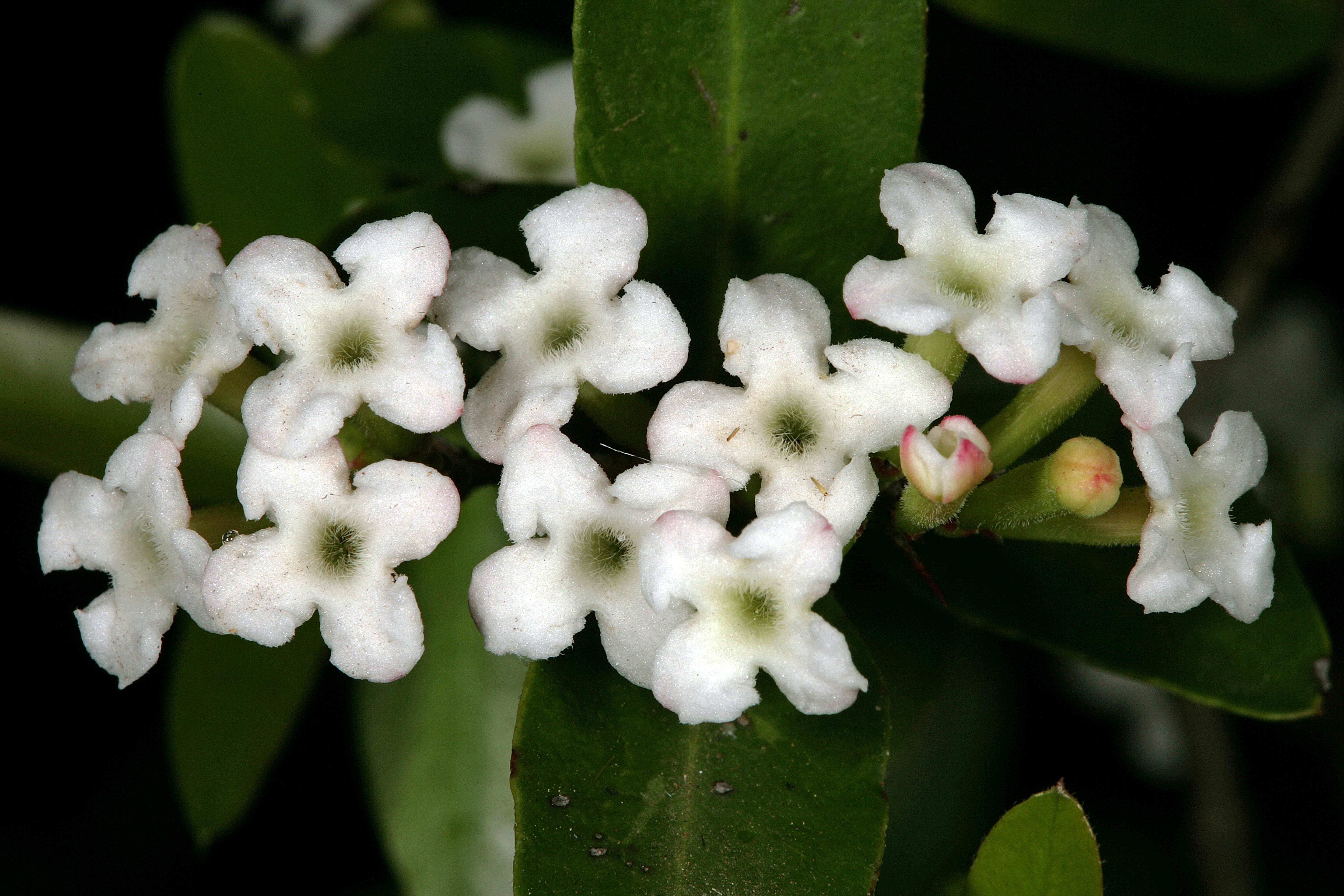
Carissa tetramera.

El término tetrámero es un adjetivo que se utiliza para indicar que algo está dividido en cuatro partes. En botánica se aplica a una flor que dispone de cuatro pétalos y cuatro sépalos. En zoología se llaman tetrámeros a un grupo de insectos del orden de los coleópteros que disponen de cuatro artejos en cada tarso. 

## Química
En química se denomina tetrámero a aquella molécula que está formada por cuatro monómeros, es decir un oligómero de cuatro unidades. 

## Bioquímica
En bioquímica los tetrámeros son los complejos proteicos formados por cuatro subunidades, por ejemplo la hemoglobina y la transtiretina, los receptores  Eph, el receptor de insulina. 

### Homotetrámero
Si las cuatro subunidades de la molécula son iguales el conjunto se llama homotetrámero.
La enzima fenilalanina hidroxilasa (PAH) de los mamíferos es un ejemplo de cuatro subunidades iguales (dímero de homodímeros).

### Heterotetrámero
Si dos o más de las cuatro subunidades son diferentes, la molécula se denomina heterotetrámero o heterotetramérica.
 El receptor de insulina es un heterotetrámero compuesto por dos tipos de subunidades unidas, dos subunidades α y dos subunidades β. Las dos subunidades α del exterior de la membrana plasmática contienen sitios de unión a la insulina.

## Botánica
En el nombre científico de algunos seres vivos se incluye el término tetrámera, entre ellos Sphingiphila tetramera y Holoschkuhria tetramera.